# رود بیسسا
رود بیسسا (روسی: Бысса) یک رودخانه در سرزمین خاباروفسک کشور روسیه است.